# Rana ornativentris
Espèce
Synonymes
- Rana japonica var. ornativentris Werner, 1903
- Rana temporaria var. montana Okada & Kawano, 1923

Statut de conservation UICN

 LC  : Préoccupation mineure
Rana ornativentris est une espèce d'amphibiens de la famille des Ranidae.

## Répartition
Cette espèce est endémique du Japon. Elle se rencontre jusqu'à 2 000 m d'altitude dans les îles de Honshū, de Shikoku, de Kyūshū et de Sado,.

## Description
Rana ornativentris mesure de 42 à 60 mm pour le mâle et de 36 à 78 mm pour la femelle. Sa coloration générale est beige avec des taches plus sombres sur le dos et les membres. Chez le mâle, la coloration du ventre vire à l'orangé durant la période de reproduction.

## Caryotype
Rana ornativentris présente un caryotype atypique dans la mesure où il est constitué de seulement 24 chromosomes diploïdes.

## Pharmacologie
Six peptides présentant une activité antimicrobienne ont été extraits d'échantillons de peau lyophilisée de Rana ornativentris :
- brevinin-20a (11 nmol/g de matière sèche) ;
- brevinin-20b (170 nmol/g de matière sèche) ;
- temporin-10a (13 nmol/g de matière sèche) ;
- temporin-10b (350 nmol/g de matière sèche) ;
- temporin-10c (14 nmol/g de matière sèche) et
- temporin-10d (8 nmol/g de matière sèche).

Ces quatre derniers peptides, comme leur nom le suggère, se rencontrent également dans la peau de Rana temporaria.

## Publication originale
- Werner, 1903 : Über Reptilien und Batrachier aus Guatemala und China in der zoologischen Staats-Sammlung in München nebst einem Anhang über seltene Formen aus anderen Gegenden. Abhandlungen der Königlich Bayerischen Akademie der Wissenschaften, sér. 2, vol. 22, p. 343-384 (texte intégral).